# 第一三二海軍航空隊
第一三二海軍航空隊（だい132かいぐんこうくうたい）は、日本海軍の部隊の一つ。南西諸島防衛の主力偵察機隊として、太平洋戦争終盤に最前線で哨戒・偵察・対艦攻撃に従事した。

## 沿革
フィリピン戦線で壊滅した第一航空艦隊の一部が台湾に撤退し、台湾または沖縄の防衛を担うために4個航空隊を再編した。一三二空は偵察機隊として再編されたもので、松山飛行場を原隊に指定され、台南を主力基地とした。彩雲を主力とし、紫電を加えていた。沖縄の地上戦が始まると、沖縄方面への索敵・戦果確認偵察に赴くことが多くなったが、昭和20年5月の第五次菊水作戦以降の行動は、台湾に増援された他の偵察部隊の行動と混同されており、判然としていない。
- 昭和20年2月5日　松山飛行場を原隊として開隊。第一航空艦隊附属。1個偵察隊24機（定数であり、満たしたことはない）。
- 昭和20年3月26日　彩雲2機で哨戒中、沖縄に進撃中の敵機動部隊を発見。
- 昭和20年4月1日　沖縄上陸戦開始。連日沖縄に向け哨戒を開始。
- 昭和20年4月6日　第一次菊水作戦発動。10日まで連日沖縄方面の敵水上部隊を索敵。
- 昭和20年4月12日　第二次菊水作戦発動。14日まで連日沖縄方面の敵水上部隊を索敵。
- 昭和20年4月16日　第三次菊水作戦発動。八重山諸島沖の敵水上部隊を索敵。
- 昭和20年4月17日　台南より新竹に進出。
- 昭和20年4月28日　第四次菊水作戦終了。2日間にわたり戦果確認偵察。
- 昭和20年5月3日　第五次菊水作戦発動。

　  この頃から一三二空単独の行動が不明確となる。以後、在台湾の各偵察機隊は散発的な偵察行動に従事。
- 昭和20年6月15日　一航艦解散。高雄警備府第26航空戦隊に転籍。
- 終戦後解隊

「戦史叢書」によると、菊水作戦従事中でも1回の索敵に彩雲2機を抽出するのが精一杯で、エンジン不調のために索敵を断念するケースが多かった。時には彩雲が出撃できず紫電で代用することも多く、稼働率は著しく低かった。6月以降も索敵は継続されたが、他の偵察隊と混用されているようである。

## 主力機種
- 彩雲
- 紫電

## 歴代司令
- 下田久夫（昭和20年2月5日-終戦後解隊）